# وینسنت پگنت
وینسنت پگنت (انگلیسی: Vincent Peugnet؛ زادهٔ ۵ فوریهٔ ۱۹۹۸) بازیکن فوتبال است.
از باشگاه‌هایی که در آن بازی کرده‌است می‌توان به باشگاه فوتبال متس اشاره کرد.